# Souhvězdí Severní koruny
Severní koruna je malé souhvězdí v severní části hvězdné oblohy. Jméno souhvězdí je inspirované jeho tvarem, nejjasnější hvězdy souhvězdí tvoří nepříliš dokonalý půlkruh. Je severním protějškem Jižní koruny. Je jedním z 48 souhvězdí, které uvádí ve svém díle z 2. století Almagest řecký astronom Ptolemaios a je jedním z 88 moderních souhvězdí. V antické mytologii je Severní koruna čelenkou či královskou korunou Ariadny, dcery řeckého krále Minóa a manželky boha Dionýsa. Po její smrti čelenku Dionýsos vyhodil na hvězdnou oblohu, aby ji již žádná jiná žena nemohla nosit. V jiných kulturách souhvězdí zpodobňuje orlí hnízdo či medvědí doupě.
Nejjasnější hvězdou souhvězdí je Alphecca (α CrB) o hvězdné velikosti 2,4m. Žlutá proměnná hvězda R Coronae Borealis je veleobrem 6. hvězdné velikosti, a její jasnost se snižuje v nepravidelných intervalech až na 14. hvězdnou velikost. Hvězda vyvrhuje obrovská mračna plynů bohatá na uhlík, která ji zastiňují a způsobují pokles jasnosti. Je chudá na vodík a probíhá v ní termonukleární fúze z helia na uhlík. T Coronae Borealis patří mezi neobvyklé proměnné hvězdy známé opakujícím se zjasněním. Obvykle má hvězdnou velikost 10m, při svém posledním zjasnění v roce 1946 byla 2. hvězdné velikosti. Jedná se o těsný dvojhvězdný systém skládající se z červeného obra spektrálního typu M3 s hmotností přibližně 0,7 hmoty našeho Slunce a bílého trpaslíka přibližně 1,35násobku sluneční hmotnosti. ADS 9731 a Sigma Coronae Borealis (σ CrB) jsou hvězdné systémy, které se skládají z šesti a pěti složek. Z objektů hlubokého vesmíru je nejvýraznější vysoce koncentrovaná kupa galaxií Abell 2065 ve vzdálenosti jedné miliardy světelných let od Sluneční soustavy. Obsahuje více než 400 členů, a je sama součástí nadkupy galaxií v souhvězdí Severní koruny.

## Charakteristika
Souhvězdí má rozlohu 179 čtverečných stupňů, tj. 0,433 procenta hvězdné oblohy. Rozlohou je z 88 souhvězdí hvězdné oblohy na 73. místě. Na severu a západě má hranici se souhvězdím Pastýře, na jihu se nachází hlava Hada a na východě souhvězdí Herkula. Třípísmenná zkratka souhvězdí, ve znění přijatém Mezinárodní astronomickou unií v roce 1922, je "CrB". Oficiální hranice souhvězdí, jak je vyznačil Eugène Delporte v roce 1930, jsou vymezeny polygonem osmi segmentů. V rovníkových souřadnicích je rektascenze mezi 15 h 16,0 m a 16 h 25,1 m, zatímco deklinaci popisují souřadnice mezi 31,71° a 25,54°. Jeho poloha na severní polokouli nebeské polokouli znamená, že celé souhvězdí je viditelné pro pozorovatele severně od 50. stupně jižní šířky. Má svůj protějšek - souhvězdí Jižní koruny - na jižní nebeské polokouli, které nápadně svým tvarem připomíná souhvězdí Severní koruny.

## Zajímavé objekty

### Hvězdy

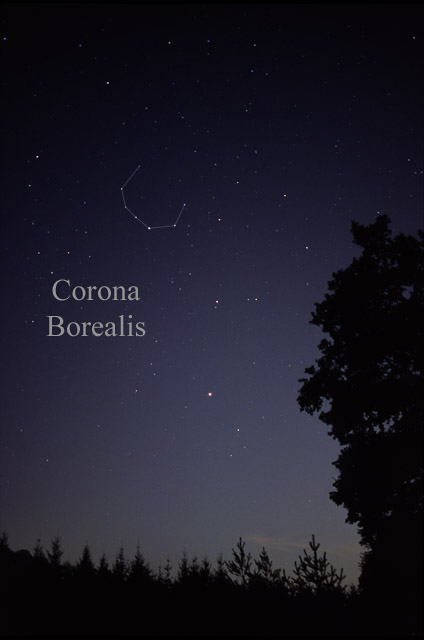
Souhvězdí Severní koruny viditelné pouhým okem na obloze

Tvar koruny tvoří sedm hvězd, od západu popořadě théta, beta, alfa (Alphecca), gama, delta, epsilon a ióta. S výjimkou nejjasnější hvězdy souhvězdí Alpheccy jsou to hvězdy 4. hvězdné velikosti. Německý kartograf Johann Bayer dal ve svém hvězdném atlasu Uranometria z roku 1603 označení celkem dvaceti hvězdám souhvězdí, řeckými písmeny od alfy po ypsilon. Složky dvojhvězdy Zéta Coronae Borealis (ζ CrB) byly označeny zeta¹ a zeta², a John Flamsteed dále označil hvězdy ný¹ a ný² jako 20 a 21 Coronae Borealis. V oblasti vymezené hranicemi souhvězdí je 37 hvězd jasnějších než nebo rovnající se zdánlivé hvězdné velikosti 6,5m.
Alphecca je modrobílá hvězda zdánlivé hvězdné velikosti 2,4m. Je zákrytovou proměnnou hvězdou typu Algol. Její jasnost se mění o 0,1 magnitudy s periodou 17,4 dní. Primární je bílá hvězda hlavní posloupnosti spektrálního typu A0V, která je 2,91krát hmotnější než Slunce a 57krát jasnější než Slunce, a která je obklopena prachoplynovým diskem o poloměru 60 astronomických jednotek. Její průvodce se podobá našemu Slunci, je žlutým trpaslíkem hlavní posloupnosti spektrálního typu G5V, o průměru 0,9 Slunce. Hvězda se nachází 75,0±0,5 světelných let daleko od Země. Alphecca má pravděpodobně společný původ se skupinou hvězd Velké medvědice, má s nimi podobné stáří, pohyb vesmírem a vzdálenost od Sluneční soustavy.
Beta Coronae Borealis (β CrB) neboli Nusakan je spektroskopická dvojhvězda, která se nachází ve vzdálenosti 112±3 světelných let od Země. Její dvě složky jsou od sebe vzdáleny 10 astronomických jednotek a oběhnou kolem společného těžiště jednou za 10,5 roku. Jasnější složka je rychle pulzující hvězda s periodou 16,2 minuty. Je spektrálního typu A5V s povrchovou teplotou kolem 7980 K, má 2,09 hmotnosti Slunce, 2,63 slunečního poloměru a 25,3 svítivosti Slunce. Menší hvězda spektrálního typu F2V má povrchovou teplotu 6750 K, 1,4 hmotnost Slunce, 1,56 slunečního poloměru a svítivost mezi 4 a 5 Slunci. V blízkosti Nusakanu se nachází Theta Coronae Borealis (θ CrB), dvojhvězdný systém, jehož obě složky dohromady mají svítivost 4,13 Slunce a nachází se ve vzdálenosti 380±20 světelných let od Země. Jasnější složka, Theta Coronae Borealis A, je modrobílá hvězda s velkou rychlostí rotace, 393 km za sekundu. Slabší složka dvojhvězdy je obklopena prachoplynovým diskem.
Na východ od Alpheccy se nachází Gamma Coronae Borealis (γ CrB), další dvojhvězda, jejíž složky oběhnou kolem společného těžiště jednou za 92,94 roku a jsou od sebe vzdáleny přibližně jako Slunce a Neptun. Jasnější složka bývá označována za proměnnou hvězdu typu delta Scuti, ačkoli o tom nepanuje mezi astronomy shoda. Obě složky jsou hvězdami hlavní posloupnosti, spektrálních typů B9V a A3V. Nachází se 170±2 světelných let od Země. Delta Coronae Borealis (δ CrB) má hvězdnou velikost 4,06m a je žlutým obrem spektrálního typu G3.5III, má 2,4 hmotnosti Slunce a poloměr 7,4 Slunce. Povrchová teplota hvězdy je 5180 K. Pro většinu doby své existence byla Delta Coronae Borealis modrobílou hvězdou hlavní posloupnosti spektrálního typu B, než jí došel vodík v jejím jádru. Její světelnost a spektrum naznačují, že právě mění svojí polohu na Hertzsprungově diagramu, že skončila fúze vodíku v jejím jádru a začalo spalování vodíku v plášti, který obklopuje jádro.
Hvězda Zéta Coronae Borealis (ζ CrB) je dvojhvězda s dvěma modrobílými složkami vzdálenými od sebe 6,3 vteřiny, které lze snadno rozlišit již při 100násobném zvětšení v dalekohledu. Jasnější složka má hvězdnou velikost 5,1m a slabší složka hvězdnou velikost 6,0m. Hvězda Ný Coronae Borealis (ν CrB) je optická dvojhvězda, jejíž složky jsou v podobné vzdálenosti od Země, ale mají různé radiální rychlostí, a proto jsou považovány za oddělené hvězdy. Jasnější složka, ný¹ je červený obr spektrálního typu M2III a hvězdné velikosti 5,2m, ve vzdálenosti 640±30 světelných let od Země, a slabší složka, ný² je oranžově zbarvený obr spektrálního typu K5III hvězdné velikosti 5,4m, ve vzdálenosti 590±30 světelných let. John Flamsteed označil hvězdy ný¹ a ný² čísly 20 a 21. Sigma Coronae Borealis (σ CrB) je hvězdný systém skládající se z více hvězd rozlišitelných již malými amatérskými dalekohledy. Primární systém tvoří dvě hvězdy hmotnější než Slunce, které obíhají okolo společného těžiště jednou za 1,14 dne. Třetí hvězda podobná Slunci oběhne primární systém jednou za 726 let. Všechny tři hvězdy obíhají ještě čtvrtá a pátá hvězda, dva červení trpaslíci, kteří jsou 14 tisíc AU vzdálení od ostatních tří hvězd a jsou spektroskopickou dvojhvězdou. ADS 9731 je vícenásobný systém složený ze šesti hvězd, z nichž dvě jsou spektroskopické dvojhvězdy.
V Severní koruně se nachází dvě zajímavé proměnné hvězdy. T Coronae Borealis je jednou z mála doposud pozorovaných rekurentních nov (ostatní jsou: RS Ophiuchi, T Pyxidis, V1017 Sagittarii a U Scorpii). Za normálních okolností je hvězdou hvězdné velikosti kolem 10. magnitudy, hvězda má minimální hvězdnou velikost 10,2m, maximální okolo 9,9m. Jednou za čas se hvězda zjasní na hvězdnou velikost 2. magnitudy. První zjasnění T Coronae Borealis bylo zaznamenáno v roce 1866; její druhý výbuch byl pozorován v únoru 1946. T Coronae Borealis je poměrně těsná dvojhvězda, jasnější složka je červený obr spektrálního typu M3 o hmotnosti asi 0,7 hmoty Slunce. Slabší složka je bílý trpaslík 1,35násobku hmotnosti Slunce; jejich oběžná doba je přibližně 8 měsíců. Dochází k přenosu materiálu z červeného obra na bílého trpaslíka prostřednictvím akrečního disku. Při překročení kritické hranice dojde k prudké termonukleární reakci a vnější vrstvy bílého trpaslíka explodují a dojde ke zjasnění hvězdy, k nově.
R Coronae Borealis je žlutě zbarvená nepravidelná proměnná hvězda, která je vzdálená přes 7000 světelných let od Země a která je prototypem třídy hvězd známých jako proměnné hvězdy typu R Coronae Borealis. Hvězda je chudá na vodík a probíhá v ní termonukleární fúze z helia na uhlík. Normálně má hvězdnou velikost 6m, její jasnost klesá nepravidelně na velmi nízkou hvězdnou velikost 15m a pak se pomalu zvyšuje v průběhu několika následujících měsíců. Tyto poklesy způsobuje oblak plynu a prachových částic bohatý na uhlík, který je vyvrhován z hvězdy a zakrývá ji. Hvězda se zahalí do prachového závoje. Během několika týdnů až měsíců se temný oblak tlakem záření rozptýlí a hvězda se pozvolna vrátí ke své původní jasnosti. Přímé zobrazování pomocí Hubblova kosmického dalekohledu ukazuje rozsáhlá oblaka prachu okolo hvězdy do vzdálenosti 2 tisíce AU.
V souhvězdí se nachází další proměnné hvězdy vhodné k pozorování amatérskými astronomy, včetně tří dlouhoperiodických proměnných hvězd typu Mira. Jasnost S Coronae Borealis kolísá mezi hvězdnou velikostí 5,8m až 14,1m v periodě 360 dnů. Hvězda se nachází okolo 1946 světelných let od Země, září svítivostí 16643krát větší než Slunce a má povrchovou teplotu 3033 K. Je jednou z nejčervenějších hvězd na obloze. V Coronae Borealis je podle výpočtů astrofyziků McDonalda, Ziljstry a Boyera hvězda s povrchovou teplotou 2877 K, se svítivostí 102831krát větší než Slunce a nachází se ve vzdálenosti 8810 světelných let od Země. Její jasnost se pohybuje v rozmezí 6,9m až 12,6m v periodě 357 dne. Hvězda se nachází v blízkosti souřadnice, kde se stýkají hranice souhvězdí Severní koruny, Herkula a Pastýře. W Coronae Borealis se nachází 1,5° severovýchodně od Tau Coronae Borealis (τ CrB), její jasnost se pohybuje mezi hvězdnou velikostí 7,8m a 14,3m v periodě 238 dní. Další červený obr, RR Coronae Borealis spektrálního typu M3, je polopravidelnou proměnnou hvězdou, jejíž jasnost se pohybuje mezi 7,3m a 8,2m v období 60,8 dne. U Coronae Borealis mění svojí jasnost v rozsahu 7,7m až 8,8m během 5 hodin, navíc je zákrytovou proměnnou hvězdou s periodou 3 dny a 19 hodin.

### Exoplanety
Extrasolární planety byly v souhvězdí potvrzeny u pěti hvězd, čtyři planety byly nalezeny metodou měření radiálních rychlostí. Analýzou spektra Epsilon Coronae Borealis (ε CrB) během dlouhodobého měření v letech 2005–2012 byla identifikována planeta 6,7krát hmotnější než Jupiter, která obíhá hvězdu jednou za 418 dní v průměrné vzdálenosti cca 1,3 AU. Epsilon Coronae Borealis má hmotnost 1,7 Slunce, je oranžovým obrem spektrálního typu K2III, o poloměru 21 Sluncí a svítivosti 151 Sluncí. Kappa Coronae Borealis (κ CrB) je oranžový podobr hmotnosti dvou Sluncí se spektrálního typu K1IV, se zbytkem protoplanetárního disku a obíhá ji jedna potvrzená planeta s periodou asi 3,4 roku. Hmotnost planety se pohybuje kolem 2,5 hmotností Jupitera. Rozměry trosek protoplanetárního disku ukazují, že ji velice pravděpodobně obíhá druhý plynný obr. Omicron Coronae Borealis (ο CrB) je oranžovým obrem spektrálního typu K a obíhá ji jedna potvrzená planeta o hmotnosti 0,83 Jupitera, která ji oběhne za 187 dní. Jedná se o jednoho z nejméně hmotných známých plynných obrů obíhajících kolem veleobra. HD 145457 je oranžovým obrem spektrálního typu K0III a bylo zjištěno, že ji obíhá jedna planeta s 2,9 hmotnosti Jupitera. Byla objevena Dopplerovou metodou v roce 2010 a hvězdu oběhne za 176 dní. Hvězda XO-1 je hvězdné velikosti 11m, je žlutým trpaslíkem a nachází se přibližně 560 světelných let od Země, její hmotnost a poloměr jsou srovnatelné se slunečními. V roce 2006 byl u hvězdy zjištěn horký Jupiter. Exoplanetu XO-1b obíhající XO-1 objevil tranzitní metodou dalekohled XO na Haleakalā na Maui na Havaji. Planeta je zhruba o velikosti Jupitera a oběhne svou hvězdu za tři dny.
.Pomocí analýzy radiální rychlosti hvězdy Ró Coronae Borealis (ρ CrB) byla v roce 1997 objevena planeta o hmotnosti Jupitera. Hvězda dvojnásobné hmotnosti Slunce se nachází ve vzdálenosti 57 světelných let. Přesnější analýza dat ze satelitu Hipparcos ukázala, že její domnělý planetární průvodce je 100 až 200krát hmotnější než Jupiter a jedná se nejspíše o slabou hvězdu. Možné stabilní dráhy planet v obyvatelné zóně byly vypočteny u dvojhvězdy Eta Coronae Borealis , která se skládá ze dvou žlutých hvězd hlavní posloupnosti hvězd spektrálního typu G1V a G3V, majících tedy podobnou hmotnost a spektrum jako Slunce. Žádná planeta zde nebyla nalezena, ale v roce 2001 byl objeven hnědý trpaslík, přibližně 63krát hmotnější než Jupiter spektrálního typu L8, který obíhá dvojici hvězd ve vzdálenosti 3640 AU.

### Objekty hlubokého vesmíru

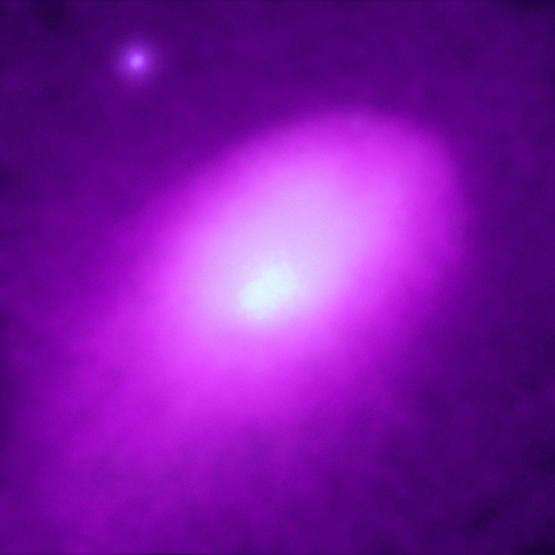
Kupa galaxií Abell 2142 v rentgenovém oboru spektra

Severní koruna obsahuje několik galaxií pozorovatelných amatérským dalekohledem. NGC 6085 a 6086 jsou slabé spirální respektive eliptické galaxie ležící dostatečně blízko u sebe, takže je lze pozorovat ve stejném zorném poli dalekohledu. Kupa galaxií Abell 2142 je obrovský (o průměru šest milionů světelných let) zdroj rentgenového záření. Jedná se o výsledek stále pokračující srážky dvou kup galaxií. Abell 2142 má rudý posuv 0,0909, což znamená, že se od nás pohybuje rychlostí 27 250 km/s, a zdánlivou hvězdnou velikost 16m. Je od Země vzdálena asi 1,2 miliardy světelných let (320 Mpc). Další kupou v souhvězdí je RX J1532.0+3021, vzdálená přibližně 3,9 miliardy světelných let od Země. Ve středu kupy se nachází velká eliptická galaxie obsahující obří černou díru. Abell 2065 je vysoce koncentrovaná kupa galaxií, čítající více než 400 členů, z nichž nejjasnější má zdánlivou hvězdnou velikost 16m. Je vzdálena více než jednu miliardu světelných let od nás. Abell 2065 dále spolu s Abell 2061, Abell 2067, Abell 2079, Abell 2089 a Abell 2092 tvoří ještě mnohem rozsáhlejší Nadkupu galaxií v Severní koruně. Další kupa galaxií, Abell 2162, je zase členem Nadkupy galaxií v Herkulovi.

## Mytologie

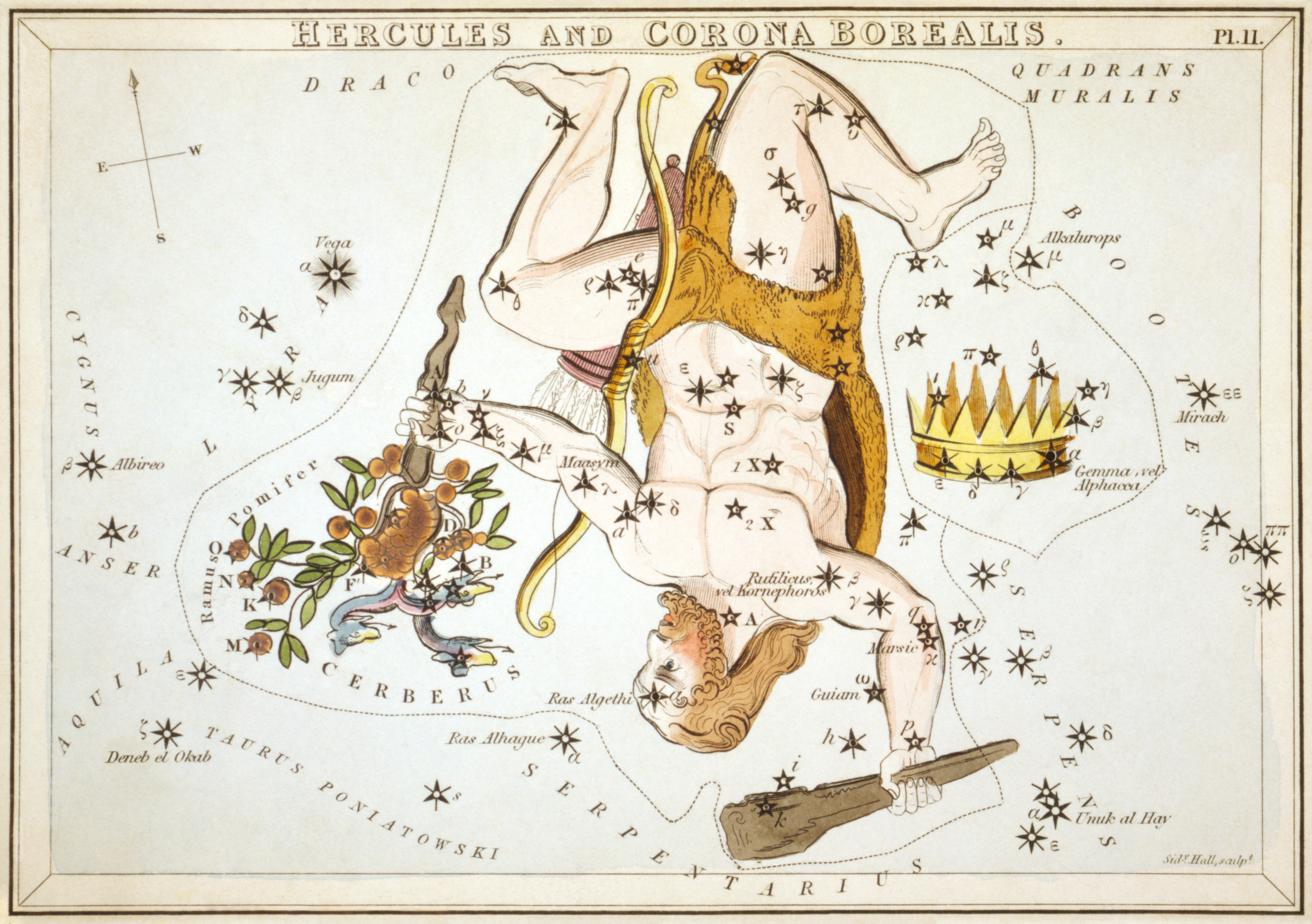
Souhvězdí Severní koruny a Herkula ve hvězdném atlasu Urania Minor z roku 1825

V řecké mytologii je Severní koruna spojena s legendou o Theseovi a Minotaurovi. Obecně se považuje za korunu, kterou Dionýsos dal Ariadně, dceři krétského krále Mínóa, poté, co byla opuštěna athénským princem Theseem. Dionýsos po sňatku s ní přenesl korunu na nebesa jako připomínku svatby. V alternativní verzi má omámený Dionýsos dát korunu Ariadně, která ji poté na oplátku dá Theseovi za to, že na Krétě zabije Minotaura.
Arabové nazývali souhvězdí Alphekka (později název hvězdy Alfa Coronae Borealis), což znamená oddělené nebo rozebrané (الفكة al-Fakkah), odkaz na podobnost hvězd Severní koruny s volným řetězem šperků. Souhvězdí též představovalo rozbitou misku. Mezi beduíny bylo souhvězdí známé jako qaṣ'at al-masākīn (قصعة المساكين), nebo "mísa chudých lidí".
Severní koruna je jedním z mála souhvězdí, které starověcí čínští astronomové nakreslili podobným způsobem jako západní astronomové. Čínští astronomové považují za asterismus devět hvězd, dalšími hvězdami jsou Pí a Ró Coronae Borealis. Je poměrně snadné ho určit na čínských hvězdných mapách. Číňané souhvězdí viděli jako vězení pro chudé.
Lidé Skidi, původní obyvatelé Ameriky, viděli ve hvězdách Severní koruny kmenovou radu, Polárka pak představovala jejího náčelníka. Indiáni Mi'kmaq z východní Kanady si souhvězdí představovali jako jámu nebeského medvěda, Mskegwǒm.
Polynéské národy také uznávaly Severní korunu jako samostatný asterismus, lidé z Tuamotu ji pojmenovali Na Kaua-ki-tokerau a pravděpodobně i Te Hetu. Souhvězdí bylo na Havaji zřejmě nazýváno Kaua-mea, na Novém Zélandu Rangawhenua a na Cookových ostrovech v atolu Pokapuka Te Wale-o-Awitu. Její jméno u obyvatel ostrovů Tonga je dosud nejisté; jednalo se buď o Ao-o-Uvea, nebo o Kau-kupenga.
Australští Aboriginci souhvězdí kvůli jeho tvaru nazývají womera (v překladu "bumerang"). Lidé kmene Wailwun, obývající severozápadní část Nového Jižního Walesu, říkají Severní koruně mullion wollai, v překladu "orlí hnízdo". Hvězdy Altair a Vega - obě zvané mullion - jsou podle nich dvojicí orlů, jíž hnízdo patří.

### Jiné odkazy
Souhvězdí Severní koruny bylo v roce 1730 Cobrinianem Thomasem ve hvězdném atlase Mercurii Philosophicii Firmamentum Firminianum Descriptionem přejmenováno na Corona Firmiana na počest salcburského arcibiskupa, ale nové pojmenování nebylo ostatními kartografy hvězdné oblohy přijato.
Souhvězdí Severní koruny je zmíněno v povídce Hypnos od H. P. Lovercafta, zveřejněné v roce 1923. Finská kapela Cadacross vydala v roce 2002 album s názvem Corona Borealis.